# Euphyia fasciata
Euphyia fasciata là một loài bướm đêm trong họ Geometridae.